# 1904-es magyar labdarúgó-bajnokság (másodosztály)
Az 1904-es magyar labdarúgó-bajnokság másodosztálya 4. alkalommal került kiírásra. Hét csapat küzdött a bajnokságban az Újpesti TE nagy fölénnyel, 100 százalékosan és 84:6-os gólaránnyal lett a bajnok és feljutott az első osztályba.

## A végeredmény
| #  | Csapat          | J  | Gy | D | V  | Rg | Kg | Gk  | P  |
| -- | --------------- | -- | -- | - | -- | -- | -- | --- | -- |
| 1. | Újpesti TE      | 12 | 12 | 0 | 0  | 84 | 6  | +78 | 24 |
| 2. | III. ker. TVE   | 12 | 7  | 1 | 2  | 36 | 24 | +12 | 17 |
| 3. | BAK             | 12 | 6  | 2 | 1  | 45 | 28 | +17 | 14 |
| 4. | Typografia      | 12 | 4  | 2 | 6  | 23 | 37 | -14 | 10 |
| 5. | Budapesti EAC   | 12 | 3  | 3 | 6  | 16 | 27 | -11 | 9  |
| 6. | Tisztviselők LE | 12 | 3  | 2 | 7  | 26 | 29 | -3  | 8  |
| 7. | Postatakarék    | 12 | 0  | 2 | 10 | 4  | 33 | -29 | 2  |

Megjegyzés: A győzelemért 2, a döntetlenért 1 pont járt.
Osztályozó mérkőzések: Fővárosi TC – Újpesti TE 1–0-s állásnál a mérkőzés félbeszakadt, mert a játékvezető nem adta meg az Újpest egyenlítő gólját. A megismételt mérkőzés végeredménye 1–1 lett, így az ÚTE nem jutott volna fel az első osztályba, de az MLSZ a lila-fehérek teljesítményét elismerve (a 2. osztályban minden mérkőzésüket megnyerték), az Újpestet is a legfelsőbb ligába sorolta. A másik osztályozó sem volt mentes a botrányoktól. 33 FC - III. Kerületi TVE 2–2, 2–3, 1–0. Az első két mérkőzés eredményét a szövetség megsemmisítette, így a 33 FC az első, míg a III. Kerület a másodosztályban maradt.

## Lásd még
- 1904-es magyar labdarúgó-bajnokság (első osztály)

## Külső hivatkozások
- A magyar labdarúgó-bajnokságok végeredményei 1901-től 1910-ig RSSSF (angolul)